# Edgar Eckert (Schauspieler)

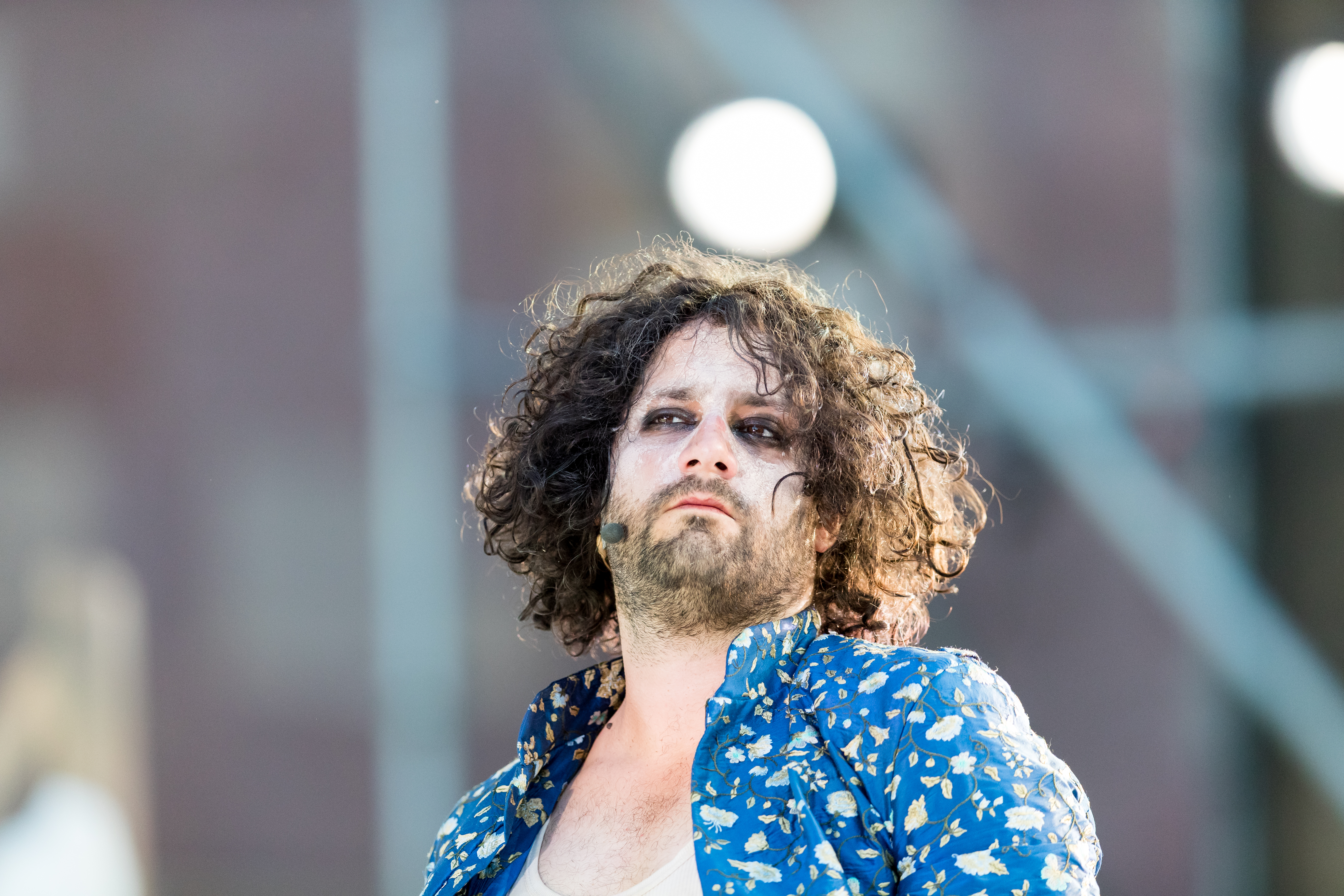
Edgar Eckert als Spielmann in Überwältigung bei den Nibelungen-Festspielen Worms (2019)

Edgar Eckert (* 1982 in Toronto, Provinz Ontario, Kanada) ist ein Schweizer Schauspieler.

## Leben
Edgar Eckert wuchs in Basel auf. Seine ersten Bühnenerfahrungen sammelte er am «Jungen Theater Basel». Er besuchte zunächst zwei Jahre (2001–2003) die Schauspielschule Cours Florent in Paris. Sein Schauspielstudium absolvierte er von 2006 bis 2010 an der Hochschule für Musik und Theater «Felix Mendelssohn Bartholdy» in Leipzig.
Von 2009 bis 2013 war er fest am Centraltheater Leipzig engagiert, wo er mit Regisseuren wie Mirko Borscht, Sascha Hawemann, Jürgen Kruse, Rainald Grebe und Sebastian Hartmann arbeitete. In Martin Laberenz’ Inszenierung von Dostojewskis Schuld und Sühne (Premiere: Spielzeit 2012/13) spielte er dort einen der drei Raskolnikows.
Zu Beginn der Spielzeit 2013/14 wechselte Eckert für zwei Spielzeiten an das Düsseldorfer Schauspielhaus. Dort spielte er u. a. den Hauslehrer Aleksej Iwanowitsch in Martin Laberenz’ Bühnenfassung Dostojewskis von Der Spieler, Titania, als «Oberons männliche Muse», in Ein Sommernachtstraum (Premiere: September 2014, Regie: Álex Rigola) und Bruno Mechelke in Die Ratten (2014, Regie: Volker Lösch). Ausserdem trat er dort in Inszenierungen von Alia Luque und Nurkan Erpulat auf.
Zwischen 2015 und 2020 war er festes Ensemblemitglied am Deutschen Theater Berlin. Hier spielte er u. a. Franz Biberkopfs Gauner-Kumpel Reinhold in Berlin Alexanderplatz (Premiere: Mai 2016) und den Sohn Osvald Alving in Gespenster (Premiere: Februar 2017, Regie: Sebastian Hartmann). Ausserdem spielte er am Deutschen Theater in Inszenierungen von Anne Lenk, Dušan David Pařízek und Philipp Arnold. In der Spielzeit 2018/19 wirkte er in den Kammerspielen des Deutschen Theaters in der Uraufführung von Ferdinand Schmalz’ Theaterstück «der tempelherr» mit.
Im Sommer 2019 gastierte er bei den Nibelungen-Festspielen Worms als namenloser Spielmann im Stück Überwältigung von Thomas Melle.
Gelegentlich arbeitet Eckert auch für das Fernsehen. Er hatte Episodenrollen in den TV-Serien Tiere bis unters Dach (2015, als Lebenskünstler Marius) und Bettys Diagnose (2017, als Grieche und «Muttersöhnchen» Jannis Xidopoulos, an der Seite von Adriana Altaras).
In dem Fernsehfilm Frau Holles Garten (2019), der im Rahmen der ZDF-«Herzkino.Märchen»-Reihe ausgestrahlt wurde, hatte Eckert, an der Seite von Klara Deutschmann und Lavinia Wilson, als Gärtner Costas Nikolaidis und bester Freund der weiblichen Hauptfigur Mia seine erste Fernsehhauptrolle.
Edgar Eckert lebt in Berlin.

## Filmografie (Auswahl)
- 2015: Tiere bis unters Dach: Wintergäste (Fernsehserie, eine Folge)
- 2017: Bettys Diagnose: Unter Druck (Fernsehserie, eine Folge)
- 2019: Herzkino.Märchen: Frau Holles Garten (Fernsehfilm)